# Audi Cup

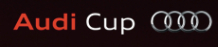

Audi Cup – dwudniowy towarzyski turniej piłkarski, rozgrywany na stadionie Allianz Arena w Monachium w Niemczech. Pierwsza edycja turnieju roku została zorganizowana i wsparta przez producenta samochodów Audi w celu uczczenia 100 rocznicy działalności firmy. Turniej wygrał Bayern Monachium, pokonując w finale Manchester United w rzutach karnych 7:6. Trzecie miejsce zajęła drużyna z Ameryki Południowej – Boca Juniors, zwyciężając po karnych z AC Milan 4:3. Druga edycja odbyła się w roku 2011, a udział w niej wzięły: Bayern Monachium, AC Milan, FC Barcelona oraz SC Internacional.

## Turnieje
| Rok  | Organizator      | T |           | Finał             | Finał        | Finał             |       | Mecz o 3 miejsce  | Mecz o 3 miejsce | Mecz o 3 miejsce |  | Uwagi     |
| Rok  | Organizator      | T | Zwycięzca | Wynik             | Finalista    | III miejsce       | Wynik | IV miejsce        |                  |                  |  | Uwagi     |
| 2009 | Bayern Monachium | 1 |           | Bayern Monachium  | 0–0 (k. 7–6) | Manchester United |       | CA Boca Juniors   | 1–1 (k. 4–3)     | Milan            |  | 4 drużyny |
| 2011 | Bayern Monachium | 1 |           | FC Barcelona      | 2–0          | Bayern Monachium  |       | SC Internacional  | 2–2 (k. 2–0)     | Milan            |  | 4 drużyny |
| 2013 | Bayern Monachium | 2 |           | Bayern Monachium  | 2–1          | Manchester City   |       | Milan             | 1–0              | São Paulo FC     |  | 4 drużyny |
| 2015 | Bayern Monachium | 3 |           | Bayern Monachium  | 1–0          | Real Madryt       |       | Tottenham Hotspur | 2–0              | Milan            |  | 4 drużyny |
| 2017 | Bayern Monachium | 1 |           | Atlético Madryt   | 1–1 (k. 5–4) | Liverpool         |       | Napoli            | 2–0              | Bayern Monachium |  | 4 drużyny |
| 2019 | Bayern Monachium | 1 |           | Tottenham Hotspur | 2–2 (k. 6–5) | Bayern Monachium  |       | Real Madryt       | 5–3              | Fenerbahçe SK    |  | 4 drużyny |

## Osiągnięcia według zespołów
| Zespół            | Zwycięzca | Finalista | 3. miejsce | 4. miejsce | Zwycięzca (Lata) | Finalista (Lata) | 3. (Lata) | 4. (Lata)        |
| ----------------- | --------- | --------- | ---------- | ---------- | ---------------- | ---------------- | --------- | ---------------- |
| Bayern Monachium  | 3         | 2         | 0          | 1          | 2009, 2013, 2015 | 2011, 2019       | —         | 2017             |
| Tottenham Hotspur | 1         | 0         | 1          | 0          | 2019             | —                | 2015      | —                |
| FC Barcelona      | 1         | 0         | 0          | 0          | 2011             | —                | —         | —                |
| Atlético Madrid   | 1         | 0         | 0          | 0          | 2017             | —                | —         | —                |
| Real Madryt       | 0         | 1         | 1          | 0          | —                | 2015             | 2019      | —                |
| Manchester United | 0         | 1         | 0          | 0          | —                | 2009             | —         | —                |
| Manchester City   | 0         | 1         | 0          | 0          | —                | 2013             | —         | —                |
| FC Liverpool      | 0         | 1         | 0          | 0          | —                | 2017             | —         | —                |
| AC Milan          | 0         | 0         | 1          | 3          | —                | —                | 2013      | 2009, 2011, 2015 |
| Boca Juniors      | 0         | 0         | 1          | 0          | —                | —                | 2009      | —                |
| SC Internacional  | 0         | 0         | 1          | 0          | —                | —                | 2011      | —                |
| SSC Napoli        | 0         | 0         | 1          | 0          | —                | —                | 2017      | —                |
| São Paulo FC      | 0         | 0         | 0          | 1          | —                | —                | —         | 2013             |
| Fenerbahçe SK     | 0         | 0         | 0          | 1          | —                | —                | —         | 2019             |

## Najlepsi strzelcy
| Turniej | Zawodnik | Gole |
| ------- | --- | ---- |
| 2009    | Thomas Müller | 2    |
| 2011    | Thiago Alcântara | 3    |
| 2013    | Edin Džeko Stephan El Shaarawy Mario Mandžukić | 2    |
| 2015    | Robert Lewandowski | 2    |
| 2017    | Keidi Bare José Callejón Roberto Firmino Emanuele Giaccherini Kalidou Koulibaly Sadio Mané Mohamed Salah Daniel Sturridge Fernando Torres Luciano Vietto | 1    |
| 2019    | Karim Benzema Thomas Müller | 3    |